# سيتي (والد رمسيس الأول)
| sw | w | t · y | A52 |

| sw | w | t · y | A52 |

سيتي أو سوتي كان جنديًا مصريًا قديمًا في أواخر الأسرة الثامنة عشرة (القرن الرابع عشر قبل الميلاد)، وقائدا للجيش، وتم ذكره لاحقًا كوزير على آثار ابنه الملك رعمسيس الأول. وينحدر سيتي، جد الأسرة التاسعة عشرة، من عائلة عسكرية في دلتا النيل. ووفقًا لإحدى النظريات، فهو مطابق للمبعوث الملكي المذكور في رسائل العمارنة باسم شوتا.
ووفقًا لنظرية أخرى، كان لديه أخ يُدعى خعمواست وهو مطابق لحامل المروحة على يمين الملك ورئيس رماة السهام في كوش خعمواست. والأخير مذكور على تمثال يرجع تاريخه إلى عهد توت عنخ آمون. زوجة خعمواست، تا ام واچسي، كانت رئيسة حريم آمون وربما هي نفس تا ام واچسي التي كانت أخت حوي، ابن الملك في كوش. وتستند هذه النظرية إلى لوحة موجودة الآن في المعهد الشرقي في شيكاغو. ومع ذلك، أشار آخرون إلى أن اللوحة تعود على الأرجح إلى عهد أمنحتب الثالث، وبالتالي فهي مبكرة جدا على هذا التطابق. إن قراءة الاسم رعمس (الملك المستقبلي رعمسيس الأول باعتباره ابن سيتي)، على هذه اللوحة مشكوك فيها للغاية أيضًا، وتبدو أن قراءة آمون مس هي الأكثر ترجيحًا.
جزء من اللوحة النذرية موجود الآن في المعهد الشرقي في شيكاغو (OI 11456). يبلغ عرض هذه القطعة 115 سم وارتفاعها 65-70 سم، ويصور الجزء العلوي منها رجلاً وأمرأة جالسين، لكن القدمين فقط بقيتا سليمتين. يُظهر الجزء السفلي منه ثلاثة أشخاص يرتدون ملابس متأثرة بطراز العمارنة، ويحيط بهم خعمواست وأمون مس (يقرأه يوجين كروز أوريبي: رعمس). نقش اللوحة هو: "قربان لكا الأوزير سوتي، قائد قوات رب الأرضين".